# Virtus Pallacanestro Bologna 2002-2003
Questa voce raccoglie le informazioni riguardanti la Virtus Pallacanestro Bologna nelle competizioni ufficiali della stagione 2002-2003.

## Stagione
La stagione 2002-2003 della Virtus Pallacanestro Bologna sponsorizzata Kinder è la 67ª nel massimo campionato italiano di pallacanestro, la Serie A.
All'inizio della nuova stagione la Lega Basket decise di modificare il regolamento riguardo al numero di giocatori extracomunitari consentiti per ogni squadra che così passò a quattro, con anche la reintroduzione della distinzione tra giocatori comunitari ed extracomunitari.

## Roster
Aggiornato al 21 dicembre 2021
| Kinder Virtus Bologna 2002-2003 | Kinder Virtus Bologna 2002-2003 |
| Giocatori                       | Staff tecnico                   |
| ------------------------------- | ------------------------------- |

| N. | Naz.                                               | Ruolo | Nome                  | Anno | Alt.   | Peso   |  |
| -- | -------------------------------------------------- | ----- | --------------------- | ---- | ------ | ------ |  |
| 6  | Russia (bandiera)                                  | A     | Ruslan Avleev         | 1976 | 198 cm | 108 kg |  |
| 7  | Stati Uniti (bandiera)                             | PG    | Derrick Dial          | 1975 | 195 cm |        |  |
| 8  | Italia (bandiera)                                  | P     | Stefano Attruia       | 1969 | 178 cm |        |  |
| 8  | Italia (bandiera)                                  | G     | Marco Belinelli       | 1986 | 194 cm | 82 kg  |  |
| 9  | Francia (bandiera)                                 | A     | Yannick Gagneur       | 1980 | 198 cm | 98 kg  |  |
| 10 | Serbia e Montenegro (bandiera)                     | GA    | Mladen Šekularac      | 1981 | 204 cm | 98 kg  |  |
| 11 | Stati Uniti (bandiera)                             | G     | Charlie Bell          | 1979 | 191 cm | 91 kg  |  |
| 12 | Italia (bandiera)                                  | C     | Alessandro Frosini    | 1972 | 209 cm | 110 kg |  |
| 13 | Australia (bandiera) · Danimarca (bandiera)        | AC    | David Andersen        | 1980 | 212 cm | 111 kg |  |
| 14 | Francia (bandiera)                                 | P     | Antoine Rigaudeau (C) | 1971 | 201 cm | 95 kg  |  |
| 15 | Stati Uniti (bandiera) · Irlanda (bandiera)        | C     | Cal Bowdler           | 1977 | 207 cm |        |  |
| 15 | Stati Uniti (bandiera)                             | P     | Eric Murdock          | 1968 | 186 cm | 86 kg  |  |
| 16 | Argentina (bandiera) · Italia (bandiera)           | P     | Germán Scarone        | 1975 | 190 cm | 86 kg  |  |
| 17 | Italia (bandiera)                                  | AC    | David Brkic           | 1982 | 210 cm | 105 kg |  |
| 18 | Slovenia (bandiera)                                | A     | Matjaž Smodiš         | 1979 | 205 cm | 110 kg |  |
| 19 | Spagna (bandiera)                                  | C     | Albert Miralles       | 1982 | 207 cm |        |  |
| 19 | Italia (bandiera)                                  | PG    | Luca Vitali           | 1986 | 198 cm | 80 kg  |  |
| 19 | Australia (bandiera) · Regno Unito (bandiera)      | AG    | Andrew Rice           | 1980 | 205 cm | 98 kg  |  |
| 20 | Serbia e Montenegro (bandiera) · Italia (bandiera) | C     | Dejan Koturović       | 1972 | 212 cm | 118 kg |  |
| -  | Italia (bandiera)                                  | P     | Matteo Brunamonti     | 1984 | 185 cm |        |  |
| -  | Slovenia (bandiera)                                | G     | Sani Bečirovič (IN)   | 1981 | 195 cm | 87 kg  |  |

| Allenatore                                                                    |
| - Bogdan Tanjević (fino al 27 dicembre) - Valerio Bianchini (dal 27 dicembre) |
| Assistente/i                                                                  |
| - Nessuno Legenda - (C) Capitano - Infortunato Roster                         |

## Mercato

### Sessione estiva
| Acquisti | Acquisti          | Acquisti         | Acquisti   | Acquisti |
| R.a      | Nome              | da               | Modalità   |          |
| -------- | ----------------- | ---------------- | ---------- | -------- |
| A        | Ruslan Avleev     | Ural Great Perm' | definitivo |          |
| G        | Charlie Bell      | Pall. Treviso    | definitivo |          |
| P        | Stefano Attruia   | Real Madrid      | definitivo |          |
| C        | Albert Miralles   | Ourense          | definitivo |          |
| A        | Yannick Gagneur   | Strasburgo       | definitivo |          |
| G        | Paccelis Morlende | Digione          | definitivo |          |
| AP       | Mladen Šekularac  | FMP Železnik     | definitivo |          |
| C        | Cal Bowdler       | Atlanta Hawks    | definitivo |          |

| Cessioni | Cessioni          | Cessioni            | Cessioni       | Cessioni |
| R.       | Nome              | a                   | Modalità       |          |
| -------- | ----------------- | ------------------- | -------------- | -------- |
| AP       | Emanuel Ginóbili  | San Antonio Spurs   | fine contratto |          |
| C        | Rashard Griffith  | Saski Baskonia      | fine contratto |          |
| G        | Antonio Granger   | Efes Pilsen         | fine contratto |          |
| PG       | Marko Jarić       | L.A. Clippers       | fine contratto |          |
| P        | Davide Bonora     | Virtus Roma         | fine contratto |          |
| G        | Paccelis Morlende | Digione             | rescissione    |          |
| C        | Flavio Carera     |                     | ritirato       |          |
| C        | Paolo Barlera     | Pr. Castel Maggiore | fine contratto |          |

### Dopo l'inizio della stagione
| Acquisti | Acquisti        | Acquisti           | Acquisti        | Acquisti   |
| R.       | Nome            | da                 | Data            | Modalità   |
| -------- | --------------- | ------------------ | --------------- | ---------- |
| C        | Dejan Koturović | Free agent         | 17 ottobre 2002 | definitivo |
| G        | Derrick Dial    | Toronto Raptors    | 23 ottobre 2002 | definitivo |
| P        | Germán Scarone  | Mens Sana Siena    | 23 ottobre 2002 | definitivo |
| P        | Eric Murdock    | Gr. Rapids Hoops   | 31 gennaio 2003 | definitivo |
| AG       | Andrew Rice     | Townsv. Crocodiles | 24 aprile 2003  | definitivo |

| Cessioni | Cessioni          | Cessioni         | Cessioni         | Cessioni    |
| R.       | Nome              | a                | Data             | Modalità    |
| -------- | ----------------- | ---------------- | ---------------- | ----------- |
| C        | Cal Bowdler       | Mens Sana Siena  | 28 ottobre 2002  | rescissione |
| C        | Albert Miralles   | Crabs Rimini     | 28 novembre 2002 | rescissione |
| P        | Stefano Attruia   | Free agent       | 5 dicembre 2002  | rescissione |
| P        | Antoine Rigaudeau | Dallas Mavericks | 16 gennaio 2003  | rescissione |

## Risultati
- Serie A:
  - stagione regolare:  14ª classificata su 18 squadre (13-21);
  - playoff: non ammessa
- Supercoppa: finalista (0-1)